# Bredskärs kobbarna
Bredskärs kobbarna är klippor i Finland.   De ligger i kommunen Pargas i landskapet Egentliga Finland, i den sydvästra delen av landet, 210 km väster om huvudstaden Helsingfors.
Terrängen runt Bredskärs kobbarna är mycket platt.  Närmaste större samhälle är Houtskär, 19,7 km nordost om Bredskärs kobbarna. 